# セレキシパグ
セレキシパグ（Selexipag、開発コードNS-304、ACT-293987）は日本新薬が創薬した肺高血圧治療薬である。商品名ウプトラビである。
プロスタグランジンI2受容体（IP受容体）作動薬であり、肺循環において血管拡張作用を持ち、肺血圧を低下させる。
2014年12月に欧州および米国で承認申請され、米国で2015年12月に、欧州で2016年5月に承認された。
日本では2014年9月に「肺動脈性肺高血圧症」について希少疾病用医薬品に指定され、2016年1月に承認申請された。2016年6月には、「慢性血栓塞栓性肺高血圧症」について希少疾病用医薬品の指定を受けた。